# Troféu Europeu de Corrida de Montanha de 1997
O 3º Troféu Europeu de Corrida de Montanha de 1997 foi realizada pela Associação Mundial de Corrida de Montanha na cidade de Ebensee na Áustria no dia 6 de julho de 1997 com a presença de 109 atletas em duas categorias. Tendo como destaque a Suíça com  três medalhas, sendo duas de ouro.

## Resultados
Esses foram os resultados da competição.

### Sênior masculino
Individual 
| Posição           | Atleta            | País       | Tempo |
| ----------------- | ----------------- | ---------- | ----- |
| Medalha de ouro   | Helmut Schmuck    | Áustria    | 49.46 |
| Medalha de prata  | Antonio Molinari  | Itália     | 50.48 |
| Medalha de bronze | Peter Schatz      | Áustria    | 50.56 |
| 4                 | Richard Findlow   | Inglaterra | 51.05 |
| 5                 | Marcel Matanin    | Eslováquia | 51.07 |
| 6                 | Marco De Gasperi  | Itália     | 51.16 |
| 7                 | Orlando Francisco | Portugal   | 52.01 |
| 8                 | Thierry Icart     | França     | 52.09 |
| 9                 | Karl Gruber       | Itália     | 52.15 |
| 10                | Robert Petro      | Eslováquia | 52.22 |

Equipe 
| Posição           | Equipe     | Pontos |
| ----------------- | ---------- | ------ |
| Medalha de ouro   | Itália     | 17     |
| Medalha de prata  | Áustria    | 18     |
| Medalha de bronze | Eslováquia | 27     |

### Sênior feminino
Individual 
| Posição           | Atleta                 | País       | Tempo |
| ----------------- | ---------------------- | ---------- | ----- |
| Medalha de ouro   | Eroica Spiess          | Suíça      | 49.26 |
| Medalha de prata  | Carol Greenwood        | Inglaterra | 50.06 |
| Medalha de bronze | Isabella Moretti       | Suíça      | 50.22 |
| 4                 | Angela Mudge           | Escócia    | 50.27 |
| 5                 | Gudrun Pflüger         | Áustria    | 51.21 |
| 6                 | Jaroslava Bukvajova    | Eslováquia | 51.36 |
| 7                 | Benedicte Molle        | França     | 51.44 |
| 8                 | Nadedja Gousselscikova | Rússia     | 51.53 |
| 9                 | Isabelle Guillot       | França     | 52.00 |
| 10                | Flavia Gaviglio        | Itália     | 52.07 |

Equipe 
| Posição           | Equipe     | Pontos |
| ----------------- | ---------- | ------ |
| Medalha de ouro   | Suíça      | 4      |
| Medalha de prata  | Inglaterra | 13     |
| Medalha de bronze | França     | 16     |

## Quadro de medalhas
| Ordem | País       | Medalha de ouro | Medalha de prata | Medalha de bronze | Total |
| ----- | ---------- | --------------- | ---------------- | ----------------- | ----- |
| 1     | Suíça      | 2               | 0                | 1                 | 3     |
| 2     | Áustria    | 1               | 1                | 1                 | 3     |
| 3     | Itália     | 1               | 1                | 0                 | 2     |
| 4     | Inglaterra | 0               | 2                | 0                 | 2     |
| 5     | França     | 0               | 0                | 1                 | 1     |
| 5     | Eslováquia | 0               | 0                | 1                 | 1     |